# Трофей элиты WTA 2015 — парный турнир
Ван Яфань и Лян Чэнь — победительницы турнира.

## Общая информация
В парном соревновании приняли участие шесть команд, которые были разделены на две группы. Пара, занявшая в своей группе первое место, получала путевку в финал. Победу в первом розыгрыше турнира одержала местная пара Ван Яфань и Лян Чэнь. Китаянки попали на турнир, получив специальное приглашение организаторов и изначально имели четвёртый номер посева. В финале они обыграли испанский дуэт Анабель Медина Гарригес и Аранча Парра Сантонха, посеянный под вторым номером.

## Посев
1. Андрея Клепач /  Клаудиа Янс-Игнацик (Группа)
2. Анабель Медина Гарригес /  Аранча Парра Сантонха (Финал)
3. Габриэла Дабровски /  Алиция Росольская (Группа)
4. Ван Яфань /  Лян Чэнь (Титул)
5. Людмила Киченок /  Надежда Киченок (Группа)
6. Сюй Шилинь /  Ю Сяоди (Группа)

## Ход турнира

### Используемые сокращения
- Q (англ. qualifier, дословно — квалифицировавшийся) — победитель квалификационного турнира.
- WC (англ. wild card, уайлд-кард) — специальное приглашение от организаторов.
- LD (англ. last direct acceptance, последний прямой допуск) — игрок, находящийся последним в списке участников, попадающих напрямую в основную сетку.
- LL (англ. lucky loser, лаки-лузер) — игрок с наивысшим рейтингом из проигравших в финальном раунде квалификации, приглашённый в качестве замены поздно снявшегося игрока основной сетки.
- Rt (англ. retired, дословно — снявшийся) — отказ игрока от продолжения игры по ходу матча.
- W/O (англ. walkover, дословно — проход) — выигрыш на невыходе соперника на игру.
- SE (англ. special exempt) — специальный допуск. Используется для игроков, которые удачно сыграли на неделе, предшествовавшей турниру, и потому не могли участвовать в квалификации.
- SR (англ. special rating) — специальный рейтинг. Даётся игроку, получившему травму и выбывшему из тура не менее чем на 6 месяцев и до двух лет. В этом случае его рейтинг на время лечения травмы «замораживается» и затем после возвращения, он имеет право заявляться на несколько турниров (определяется регламентом тура), чтобы попадать на турниры своего уровня.
- PR (англ. protected ranking, дословно — защищённый рейтинг). Используется для допуска в турнир игроков, пропустивших долгое время из-за травмы и опустившихся в рейтинге.
- ALT (англ. alternate) — альтернативный игрок в сетке (замена кого-то из поздно снявшихся с турнира).
- S (англ. suspended, дословно — отложен) — матч приостановлен из-за дождя или темноты.
- D (англ. defaulted) — один из спортсменов снят с турнира за неспортивное поведение.

### Финал
|  | Финал |                                               |                                               |                                               |                                               |                                               |                                               |   |   |  |
|  |       |                                               |                                               |                                               |                                               |                                               |                                               |   |   |  |
|  | 4/WC  | Ван Яфань Лян Чэнь                            | Ван Яфань Лян Чэнь                            | Ван Яфань Лян Чэнь                            | Ван Яфань Лян Чэнь                            | Ван Яфань Лян Чэнь                            | Ван Яфань Лян Чэнь                            | 6 | 6 |  |
|  | 4/WC  | Ван Яфань Лян Чэнь                            | Ван Яфань Лян Чэнь                            | Ван Яфань Лян Чэнь                            | Ван Яфань Лян Чэнь                            | Ван Яфань Лян Чэнь                            | Ван Яфань Лян Чэнь                            | 6 | 6 |  |
|  | 2     | Анабель Медина Гарригес Аранча Парра Сантонха | Анабель Медина Гарригес Аранча Парра Сантонха | Анабель Медина Гарригес Аранча Парра Сантонха | Анабель Медина Гарригес Аранча Парра Сантонха | Анабель Медина Гарригес Аранча Парра Сантонха | Анабель Медина Гарригес Аранча Парра Сантонха | 4 | 3 |  |
|  | 2     | Анабель Медина Гарригес Аранча Парра Сантонха | Анабель Медина Гарригес Аранча Парра Сантонха | Анабель Медина Гарригес Аранча Парра Сантонха | Анабель Медина Гарригес Аранча Парра Сантонха | Анабель Медина Гарригес Аранча Парра Сантонха | Анабель Медина Гарригес Аранча Парра Сантонха | 4 | 3 |  |

### Групповой раунд
Золотистым выделены игроки, занявшие первое место в группе.

#### Группа A
| Посев | Теннисистки                       | Клепач Янс  | Ван Лян             | Л.Киченок Н.Киченок | Матчи | Сеты | Геймы | Место |
| ----- | --------------------------------- | ----------- | ------------------- | ------------------- | ----- | ---- | ----- | ----- |
| 1     | Андрея Клепач Клаудиа Янс-Игнацик |             | 6-7(6), 3-6         | 6-7(3), 1-6         | 0-2   | 0-4  | 16-26 | 3     |
| 4/WC  | Ван Яфань Лян Чэнь                | 7-6(6), 6-3 |                     | 6-7(3), 6-4, [10-6] | 2-0   | 4-1  | 26-20 | 1     |
| 5     | Людмила Киченок Надежда Киченок   | 7-6(3), 6-1 | 7-6(3), 4-6, [6-10] |                     | 1-1   | 3-2  | 24-20 | 2     |

#### Группа B
| Посев | Теннисистки                                   | Медина Парра     | Дабровски Росольская | Сюй Ю               | Матчи | Сеты | Геймы | Место |
| ----- | --------------------------------------------- | ---------------- | -------------------- | ------------------- | ----- | ---- | ----- | ----- |
| 2     | Анабель Медина Гарригес Аранча Парра Сантонха |                  | 6-3, 6-2             | 1-6, 6-3, [10-3]    | 2-0   | 4-1  | 20-14 | 1     |
| 3     | Габриэла Дабровски Алиция Росольская          | 3-6, 2-6         |                      | 7-6(2), 4-6, [5-10] | 0-2   | 1-4  | 16-25 | 3     |
| 6/WC  | Сюй Шилинь Ю Сяоди                            | 6-1, 3-6, [3-10] | 6-7(2), 6-4, [10-5]  |                     | 1-1   | 3-3  | 22-19 | 2     |